# Азанкино
Азанкино — озеро в Туринском городском округе, в 28 км севернее Туринска. Озеро расположено в северо-западной части труднопроходимого болота Илясово, на территории которого южнее расположены озёра Чёрное и Илясово. Площадь 0,9 км². Уровень уреза воды 106,3 м. Относится к бассейну реки Тура. Местность труднодоступна, берега заболочены. Водятся карась, гольян, верховка, гнездится водоплавающая птица.